# NGC 467
NGC 467 ist eine linsenförmige Galaxie vom Hubble-Typ S0 im Sternbild Fische auf der Ekliptik. Sie ist rund 248 Millionen Lichtjahre entfernt und hat einen Durchmesser von etwa 125.000 Lichtjahren.
Im selben Himmelsareal befindet sich u. a. die Galaxie NGC 470, NGC 474, NGC 479, IC 91.
Das Objekt wurde am 8. Oktober 1785 von William Herschel entdeckt.